# Lothringenkors

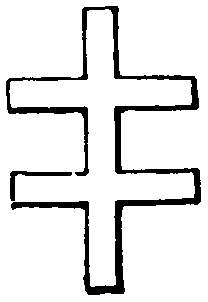
Lothringenkors

Lothringenkors, också kallat lothringerkors eller lorrainekors, (franska: croix de Lorraine; tyska: Lotheringer Kreutz) är ursprungligen ett heraldiskt kors med två vanligtvis lika långa tvärbalkar, som delar stammen i tre ungefär lika stora delar. Den övre tvärbalken kan också vara något kortare.

## Historik
Korset har fått sitt namn av att det ingår i det heraldiska vapnet för den franska regionen Lothringen (franska: Lorraine). I dess vapen är de övre horisontella korsarmarna kortare än de nedre.
Korset är även känt för att ha brukats symbol för de fria franska styrkorna under andra världskriget, under general Charles de Gaulles ledning.

## Bilder

Fransk flagga med Lorrainekors, emblem för Fria franska styrkorna under andra världskriget.
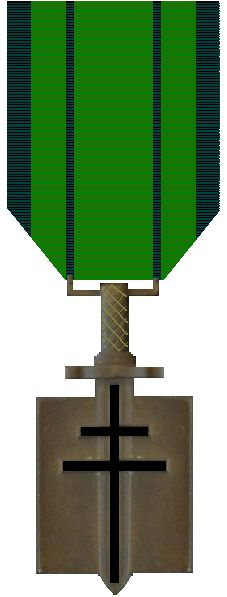